# Gerald Augustus Harold Bedford
Pour les articles homonymes, voir Bedford.
Gerald Augustus Harold Bedford (né en mai 1891 et décédé le 28 janvier 1938) est un entomologiste anglais du XXe siècle, spécialiste des tiques d’Afrique du Sud.

## Biographie
Après avoir travaillé au British Museum d’Histoire Naturelle avec F.V. Theobald, il est nommé entomologiste à la Division des Services Vétérinaires de l’Université de Pretoria à Onderstepoort le 20 février 1912. Il y étudiera des parasites des vertébrés (mites, tiques et poux). Il commencera la National Tick Collection en 1912 avec des nymphes d’Aponomma exornatum collectées à Onderstepoort. En 1920, il est promu Officier de recherche (Research Officer).

## Taxons créés
Voici une liste des espèces découvertes par Bedford en Afrique du Sud entre 1912 et 1938:
- Argas peringueyi (Bedford & Hewitt, 1925)
- Rhipicephalus theileri (Bedford & Hewitt, 1925)
- Haemaphysalis cooleyi (Bedford, 1929)
- Ixodes elongatus (Bedford, 1929)
- Nuttalliella namaqua (Bedford, 1931)
- Argas striatus (Bedford, 1932)
- Rhipicephalus distinctus (Bedford, 1932)

## Quelques publications
- Bedford, G.A.H. & Hewitt, J. "Descriptions of two new species of ticks, with notes on rare and hitherto unrecorded species from South Africa". South African Journal of Natural History 1925; 5: 259-266.
- Bedford, G.A.H. "South African mosquitoes". Rep. Vet. Res. S. Afr. 1928; 13 & 14: 883-990.
- Bedford, G.A.H. "Anoplura (Siphunculata and Mallophaga) from South African Hosts". 15th Annual Report of the Director of Veterinary Services, Union of South Africa 1929(Oct); 15: 501-549.
- Bedford, G.A.H. "Nuttalliella namaqua, a new genus and species of tick". Parasitology 1931(Apr); 23 (2): 230-232. DOI 10.1017/S0031182000013573
- Bedford, G.A.H. "[Description of Argas striatus, a new species of tick]". 18th Report of the Director of Veterinary Services and Animal Industry, Union of South Africa 1932; 18: 221-222.
- Bedford, G.A.H. "[A synoptic check-list and host-list of the ectoparasites found on South African Mammalia, Aves and Reptilia (2nd ed.)]". 18th Report of the Director of Veterinary Services and Animal Industry, Union of South Africa 1932; 18 (2): 223-523.
- Nieschlilz, O., Bedford, G.A.H., Du Toit, R.M. "[Investigations into the transmission of blue-tongue in sheep, during the season 1931/1932]". Onderstepoort. J. vet. Sci. 1934; 2 (2): 509-562. (Rev. appl. Ent. (B), 22; p. 171).